# Bay View (Neuseeland)
Bay View ist ein kleiner Ort im Stadtgebiet von Napier in der Region Hawke’s Bay auf der Nordinsel von Neuseeland.

## Geographie
Bay View liegt rund neun Kilometer nördlich des Stadtzentrums von Napier. Der New Zealand State Highway 2 führt direkt durch den Ort. Nördlich der Ortschaft mündet der Esk River in die zum Pazifischen Ozean gehörende Hawke Bay. Der Hawke's Bay Airport liegt südlich von Bay View.

## Geschichte
Das Gebiet war früher unter dem Namen „Petane“ bekannt und wurde in den frühen 1860er Jahren von Māori eingenommen, die beabsichtigten Napier anzugreifen.